# Age of Empires III
Age of Empires III ist ein Computerspiel im Genre der Echtzeit-Strategie, das vom US-amerikanischen Entwickler Ensemble Studios entwickelt und erstmals 2005 von Microsoft Game Studios veröffentlicht wurde.

## Hintergrund
Age of Empires III ist Mitte Oktober 2005 erschienen, beginnt inhaltlich ungefähr im Jahre 1500 und endet etwa um 1860 mit dem Amerikanischen Bürgerkrieg.
Es benutzt eine 3D-Grafik-Engine, die DirectX-9-Effekte und Shader 3.0 und trägt den Namen Bang!. Es handelt sich hierbei um eine erweiterte Version der Engine von Age of Mythology, welche laut Herstellerangaben zu über sechzig Prozent neu geschrieben wurde und zahlreiche Effekte und sonstige Neuerungen (wie beispielsweise höhere Texturauflösung) einführt.
Zudem wurde die Havok-Physik-Engine lizenziert. Diese soll unter anderem genutzt werden, um den Schaden zu berechnen, der mit Schüssen verursacht wird. So wird beispielsweise die Flugbahn von Kanonenkugeln wie auch das Einstürzen eines Turmes realistisch und exakt berechnet und dargestellt. Diese Physik dient aber nur der Optik, spielerisch wirkt sie sich (im Gegensatz zu anderen Echtzeitstrategiespielen, wie z. B. bei Command & Conquer) nicht aus.
Nachdem 2009 der Entwickler Ensemble Studios geschlossen wurde und der offizielle Support damit beendet war, versuchte die Spielgemeinde den Support selbst aufrechtzuerhalten, u. a. mit Fan-Patches.

## Spielaufbau
Die größte Neuerung ist die sogenannte „Heimatstadt“. Diese unterscheidet sich je nach Volk und kann in den Kampagnen von Mission zu Mission ausgebaut werden, ohne im späteren Verlauf eine Erweiterung der Stadt einzubüßen. Sie entwickelt sich wie der Charakter in einem Rollenspiel und ermöglicht je nach Erweiterung unterschiedliche Boni. Die Ressourcen sind erstmals andere als in den ersten beiden Age-of-Empires-Spielen: Es gibt nun Holz, Nahrung, Münzen (anstatt Gold) und Erfahrungspunkte (neu); die Steine wurden weggelassen. Erfahrungspunkte werden innerhalb eines Szenarios dazu benötigt, um Boni in Form von „Schiffsladungen“ aus der Heimatstadt empfangen zu können. Missionsübergreifend dienen sie zum Ausbau der Heimatstadt.
Es gibt in diesem Spiel mehr „Kulturen“ als bei Age of Mythology, und sie unterscheiden sich wesentlich stärker, als es in Age of Empires II der Fall war. Es gibt mehr Spezialeinheiten und auch verschiedene Technologien, die sich in der Heimatstadt anfordern lassen. Folgende acht Völker sind spielbar:
| Flagge | Volk         | Herrscher              | Heimatstadt      |
| ------ | ------------ | ---------------------- | ---------------- |
|        | Spanier      | Königin Isabella       | Sevilla          |
|        | Briten       | Königin Elisabeth      | London           |
|        | Franzosen    | Napoleon Bonaparte     | Paris            |
|        | Portugiesen  | Heinrich der Seefahrer | Lissabon         |
|        | Niederländer | Moritz von Nassau      | Amsterdam        |
|        | Russen       | Iwan der Schreckliche  | Sankt Petersburg |
|        | Deutsche     | Friedrich der Große    | Berlin           |
|        | Osmanen      | Süleyman der Prächtige | Istanbul         |

Diese Herrscher können in Zufallskarten gleichzeitig auftreten, was einen Anachronismus bedeutet. So liegen zwischen den Geburten von Heinrich dem Seefahrer (1394) und Napoleon Bonaparte (1769) über 375 Jahre, in Erweiterungen treten noch später geborene Personen auf. Auch die verwendeten Flaggen waren häufig während der Regentschaft des jeweiligen Herrschers nicht in Gebrauch.
Ein weiterer Aspekt sind die neutralen Indianerstämme: Mit der Errichtung eines Handelspostens in einem Indianerlager erhält der Spieler die Möglichkeit, Einheiten dieses Stammes zu erschaffen und verschiedene Verbesserungen zu erwerben. Folgende Indianerstämme stehen zur Auswahl: Azteken, Cherokee, Cree, Inka, Irokesen, Kariben, Klamath, Komantschen, Lakota, Maya, Nootka, Seminolen und Tupi.
Des Weiteren kann man in einem Saloon Söldner, wie Piraten, Pistoleros und andere, anheuern.
Zudem kommen in den Kampagnen Piraten (Lizzy und ihre Bande), Wegelagerer, gezähmte Jaguare, Schweizer Söldner etc. vor.
Neben diesen neuen Merkmalen wurde die Ressourcenbeschaffung stark vereinfacht, was den Fokus von den wirtschaftlichen auf die militärischen Aspekte des Spieles lenkt, die außerdem durch den neu hinzugekommenen Kundschafter und den verschiedenen Angriffsmodi mancher Einheiten (Fernkampf-, Nahkampf-, Trampelangriff z. B. bei Dragonern) an Tiefe gewonnen haben.
Die Zeitalter sind entsprechend der Geschichte chronologisch geordnet: Man startet im Entdeckungszeitalter, das sich nahtlos an AoK (AoE II) anschließt. Darauf folgen das Kolonialzeitalter, das Festungszeitalter, das Industriezeitalter und schließlich das Imperialzeitalter.
Die Dorfzentren können im Gegensatz zu Age of Mythology frei platziert werden. Es gibt nun Handelsrouten, die zur Erlangung von Erfahrungspunkten oder Rohstoffen genutzt werden können.
Die ehemaligen Dorfbewohner nennen sich nun Siedler (in der jeweiligen Sprache). Das Heer der AoE-III-Armeen besteht aus Infanterie, Kavallerie, Artillerie und der Marine.
Age of Empires III verwendet zum Online-Spielen die ESO (Ensemble Studios Online, „-Plattform“ zu ergänzen), eine Plattform, die hauptsächlich dem Auffinden von menschlichen Spielgegnern dient. Zusätzlich ist es möglich, nur je ein ESO-Nutzerkonto mit einer gültigen Seriennummer anzulegen. Dieses Konto kann nachträglich nicht mehr geändert werden.
Spiele können nun auch über DirectIP gestartet werden. Bislang konnte diese Option nicht für Internetspiele verwendet werden. Auch die Nutzung eines VPN zur Simulation eines lokalen Netzwerks ist nur mit Modifikationen wie aoe3loader und Hamachi möglich, da das Spiel sonst immer die erste Netzwerkverbindung des Systems verwendet. Offiziell ist eine Nutzung des Mehrspieler-Modus über das Internet nur über ES-Online vorgesehen.

Stammbaum der Familie Black

Auch wenn Age of Empires III ausschließlich für Windows XP produziert wurde, läuft es mit Anpassungen auch teilweise auf dem Vorgängersystem Windows 2000.
Die aus drei Akten bestehende Kampagne behandelt die Geschichte der Familie Black. Diese muss immer wieder gegen den „Zirkel von Ossus“ kämpfen, der auf der Suche nach dem Jungbrunnen ist. Historische Dinge sind dabei nur am Rand von Bedeutung. Akt 1 handelt von der Belagerung Maltas 1565 und weiterhin von der Besiedelung Amerikas. Akt 2 spielt um 1757 und thematisiert den Franzosen- und Indianerkrieg. Akt 3 beginnt 1819. Er beinhaltet den Eisenbahnbau sowie die Befreiungsbewegung durch Simón Bolívar.

## Cheats
Wie in den Vorgängern gibt es auch im dritten Teil der Reihe Cheats, die ab Werk integriert sind. Diese sind in Einzelspielerpartien einsetzbar. Hierzu muss während eines Spiels die ↵-Taste gedrückt werden und eine Zeichenfolge eingegeben werden. Codes wie Give me liberty or give me coin oder <censored> bringen 10000 Münzen oder 10000 Einheiten Holz, X marks the spot deaktiviert den Kriegsnebel, speed always wins verkürzt die Bauzeit und this is too hard erwirkt einen unverzüglichen Sieg. Andere populäre Cheats entsenden Einheiten und sind tuck tuck tuck, der einen Monstertruck mit Flächenschaden liefert oder Where's that axe, der George Crushington spawnt, welcher eine überlebensgroße George-Washington-Statue ist.

## Kritik
Age of Empires III erhielt von der Fachpresse durchgehend überdurchschnittliche Rezensionen. Computer Bild Spiele schrieb, das Spiel biete „überwältigend animierte Szenarien, die das historische und taktische Erlebnis farbenprächtig ausschmücken“ und vergab die Note „gut“ (2,3). Laut 4players.de (Wertung: 82 %) ist Age of Empires III mit den „herrlichen Animationen“ und der „epischen Musikuntermalung“ zwar „auf den ersten Blick der schönste […] Teil der ruhmreichen Serie“, allerdings zogen logische Ungereimtheiten und fehlende taktische Finessen den Unmut der Tester auf sich. GameStar (Wertung: 89 %) nennt das Spiel „Ein Fest für die Sinne“, kritisiert jedoch ebenso wie 4players.de die zwar graphisch schönen, aber bisweilen unrealistischen Gefechte, bei denen Geländeeigenschaften keine Rolle spielen würden und Soldaten durch Hindernisse schießen können.
Auf Kritik anderer Art stieß überdies die historische Korrektheit des Spiels. So enthalte Age of Empires III zwar „unzählige Punkte, die einen historisch wahren Kern haben“, allerdings ergäben sich bei näherer Überprüfung des Realitätsbezuges „oft grobe Mängel“. Beispielsweise wurde als Herrscher der Nation Portugal Heinrich der Seefahrer gewählt, obgleich dieser niemals Herrscher von Portugal war und lediglich Expeditionen nach Asien, nicht aber nach Amerika leitete, wo jedoch Age of Empires III ausschließlich spielt.

## Age of Empires III: The WarChiefs
Das Expansionpack (Erweiterungspaket) unter dem Namen Age of Empires III: The WarChiefs wurde Anfang November 2006 veröffentlicht. In diesem Add-on ist es möglich, drei Indianerstämme als vollständiges Volk zu leiten (Azteken, Sioux und Irokesen) und somit eine andere Geschichte in der Neuen Welt zu schreiben. Zudem gibt es eine neue Kampagne, die die Geschichte der Familie Black weiterführt. Hinzu kommen Erweiterungen der schon vorhandenen europäischen Völker. Hier wurden die Heimatstädte überarbeitet, neue Einheiten und Karten hinzugefügt. Eine weitere neue Option der europäischen Nationen ist die Revolution. Anstatt in das Imperialzeitalter zu gelangen, kann sich der Spieler entscheiden, eine Revolution auszurufen, um seine Nation somit in eine revolutionäre Nation zu verwandeln, die stark militaristisch geprägt ist. Die Briten z. B. können bei einer Revolution zu den USA werden. Eine Revolution ist jedoch mit einem starken Rückgang der Wirtschaft verbunden, da sich alle Siedler in Kolonialmilizionäre verwandeln und auch fortan keine neuen Siedler mehr ausgebildet werden können. Hier findet sich eine Übersicht der verfügbaren „revolutionären“ Nationen:
| Flagge | Nation             | Revolutionär                      | Verfügbar für                 |
| ------ | ------------------ | --------------------------------- | ----------------------------- |
|        | Argentinien        | José de San Martín                | Deutsche                      |
|        | Brasilien          | José Bonifácio de Andrada e Silva | Portugiesen und Niederländer  |
|        | Chile              | Bernardo O’Higgins                | Osmanen und Spanier           |
|        | Venezuela          | Francisco de Paula Santander      | Osmanen, Franzosen und Russen |
|        | Haiti              | Toussaint Louverture              | Franzosen und Briten          |
|        | Mexiko             | Miguel Hidalgo                    | Spanier und Portugiesen       |
|        | Peru               | Simón Bolívar                     | Russen und Deutsche           |
|        | Vereinigte Staaten | George Washington                 | Briten und Niederländer       |

Auch die Kampagne aus The War Chiefs handelt von der Familie Black. Der „Zirkel von Ossus“ kommt jedoch nicht mehr vor. Stattdessen sind nun geschichtliche Ereignisse von höherer Bedeutung. Die Kampagne besteht aus zwei Akten. Der erste liegt zeitlich zwischen dem zweiten und dem dritten Akt aus Age of Empires III und handelt vom Amerikanischen Unabhängigkeitskrieg. Der zweite Akt behandelt den Goldrausch und den Indianerkrieg unter George Armstrong Custer.
| Flagge | Indianerstamm | Herrscher  | Heimatstadt  |
| ------ | ------------- | ---------- | ------------ |
|        | Azteken       | Cuauhtémoc | Tenochtitlan |
|        | Sioux         | Gall       | Hunkpapa     |
|        | Irokesen      | Hiawatha   | Caughnawaga  |

Außerdem sind in The WarChiefs sieben weitere Indianerstämme zu finden: Huron, Cheyenne, Zapoteken, Klamath, Apache, Navajo und Mapuche.

## Age of Empires III: The Asian Dynasties
Am 30. Oktober 2007 erschien in Europa das zweite Expansionspack für Age of Empires III. The Asian Dynasties spielt in Asien und enthält neben asiatischen Völkern (Japan, China und Indien) und Spielkarten auch neue Gameplay-Funktionen. Die Asiaten verfügen über den zusätzlichen Rohstoff „Export“, wodurch sie Bündnisse mit europäischen Völkern eingehen und dadurch bestimmte europäische Einheiten, Gebäude oder Technologien erwerben können. Japaner haben auch die Möglichkeit der Isolation. Das Add-on wurde von Ensemble Studios und Big Huge Games (Rise of Nations) entwickelt.
Mit der Expansion wird das Spiel um drei Kampagnen erweitert, eine für jede neue Zivilisation. Die japanische Kampagne ist für AoE3-Verhältnisse ziemlich nah an der Geschichte orientiert. Sie beschäftigt sich mit der Vereinigung Japans unter Shogun Tokugawa Ieyasu, auch Torii Mototada kommt vor. Die chinesische Kampagne erzählt eine fiktive Geschichte, der zufolge die Schatzschiffe unter der Ming-Dynastie bis Amerika gefahren sind. Die indische Kampagne handelt von dem Aufstand von 1857 gegen die Britische Ostindien-Kompanie. Als historische Person kommt Bahadur Shah II. vor.
Mit den neuen Völkern kommen auch neue Einheiten dazu, z. B. japanische Samurai und indische Kriegselefanten. Auf den neuen Asien-Karten findet man außerdem keine Indianer, sondern religiöse Gemeinschaften vor: Bhakti, Jesuiten, Shaolin, Sufi, Udasi und Zen.
| Flagge | Nation                   | Herrscher       | Heimatstadt |
| ------ | ------------------------ | --------------- | ----------- |
|        | Japan                    | Tokugawa Ieyasu | Edo         |
|        | Chinesisches Kaiserreich | Kangxi          | Peking      |
|        | Indien                   | Akbar I.        | Delhi       |

## Age of Empires III Mobile
Age of Empires III Mobile ist eine speziell für Mobiltelefone entwickelte Variante von Age of Empires III, die in Deutschland im ersten Quartal 2008 auf den Markt kam. Sie lief auf Java-fähigen Mobiltelefonen aller damaligen großen Anbieter. Der Funktionsumfang und die Grafik hatten sich gegenüber der vorherigen mobilen Version von Age of Empires stark verbessert. So wurden Kämpfe zwischen den Einheiten realistischer dargestellt, auch die Auswahl an Einheiten und Gebäuden war größer geworden.
Die Mobile-Version von Age of Empires III enthielt eine Kampagne mit über 15 Missionen sowie einen Gefechtsmodus. Im Gefechtsmodus standen fünf Zweispieler- und elf Dreispieler-Karten zur Verfügung. Ziel in der Kampagne war es, Westeuropa vor der Invasion durch das Osmanische Reich zu beschützen.
Bis auf den Titel und die zeitliche Verortung hatte diese Variante nur wenig mit dem eigentlichen Spiel zu tun.

## Age of Empires III: Definitive Edition
Auf der Gamescom 2017 wurde am 21. August 2017 die Age of Empires III: Definitive Edition angekündigt. Am 28. August 2020 wurde Age of Empires III: Definitive Edition für den 15. Oktober angekündigt. Age of Empires III: Definitive Edition beinhaltet zwei neue Spielmodi sowie zwei neue Zivilisationen: die Schweden und die Inkas. Ähnlich wie bei den Definitive Editions des 1. und 2. Teils wartet das Spiel mit nativer UHD-Grafik und einem überarbeiteten Soundtrack auf. Es wurden neue Spielmodi wie die historischen Schlachten und die „Kunst der Kriegsführung“ hinzugefügt. Als Hardware-Komponenten werden 16 GiB RAM, 42 GB persistenter Speicherplatz und eine GeForce GTX 980, Radeon R9 Fury, oder eine GPU mit vergleichbarer Leistung in 1080p-Wiedergabe empfohlen. Für 2160p ist jedoch eine RTX 3090, Radion RX 6900 XT oder vergleichbar notwendig. Nach Kritik über die Darstellung der indigenen Völker im Spiel wurden einige Änderungen in der Neuauflage vorgenommen, so wurden Pfähle mit Schädeln entfernt, damit die Mitglieder der Zivilisation nicht als „seelenlose wilde Tiere“ dargestellt werden. Darüber hinaus wurden die Irokesen in Haudenosaunee und die Sioux in Lakota umbenannt. Nach Release bekam der Remaster kontinuierlich Updates und zusätzliche herunterladbare Inhalte mit neuen Zivilisationen und Szenarien.

### DLC: United States Civilization
Der DLC mit der Zivilisation der Vereinigten Staaten erschien am 13. April 2021. Anders als die anderen DLCs konnte dieser kostenfrei erspielt werden, in dem man die 50 Herausforderungen (auch 50 Staaten genannt) im Spiel meisterte – eine für jeden Staat. Diese Aktion war jedoch zeitlich begrenzt. Alternativ kann der DLC auch käuflich erworben werden. Während man bei den bereits existierenden Zivilisationen sich bspw. für Personen zum Aufstieg in den Zeitaltern entscheiden konnte, sind es bei den USA bestimmte Bundesstaaten, die eine Lieferung liefern und Lieferkarten zur Verfügung stellen. Für jede Entscheidung stehen 5 Staaten zur Auswahl. Als Alleinstellungsmerkmal gibt es unter anderem eigene Schiffe, Scharfschützen, Freischärler und Berufssoldaten. Die Minutemen haben im Vergleich zu anderen Kulturen mehr Fähigkeiten.
Ebenfalls den USA vorbehalten sind das Staatskapitol und das Gemeindehaus. Das Staatskapitol ist eine Abwandlung zum klassischen Kapitol anderer Zivilisationen und bietet unter anderem Wägen, mit denen man diverse Gebäude bauen kann. Das Gemeindehaus birgt ein Easteregg – nämlich ein WOLOLO auf dem Schild am Gebäude. Wololo ist ein Ausspruch der Mönche bei einer Bekehrung einer feindlichen Einheit aus Age of Empires aus 1997 und hat sich seitdem zu einem populären Meme unter Kennern des Franchise entwickelt.

### DLC: The African Royals
Der am 2. August 2021 erschienene DLC bringt die Zivilisationen der Hausa und der Äthiopier. Dazu gibt es die drei historischen Schlachten von Alcácer-Quibir, „Der Untergang der Hausa“ und „Die Ära der Prinzen“. Die USA haben einen eigenen Kundschafter, neun einzigartige Einheiten und zwei neue Gebäude.
Ein Hauptmerkmal der Äthiopier ist die Art der Goldgewinnung, die durch den Bau eines Bergklosters, das auch heilende Abunas ausbilden kann, erfolgt. Hierbei wird das Kloster auf eine Mine gebaut und es wird automatisch Gold generiert. Das Generieren kann durch zusätzlich abbauende Dorfbewohner beschleunigt werden. Besondere Einheiten der Äthiopier sind die Gascenya, die Shotelkrieger und die Neftenya in der Infanterie. In der Artillerie sind es die Sebastopol-Mörser, die im Angriff gegen feindliche Gebäude eingesetzt werden.
Ein nennenswertes Gebäude der Hausa ist neben dem Palast und dem Kriegslager die Universität, die unter anderem Griots ausbilden kann. Diese Einheiten sind mit mehreren Funktionen ausgestattet, so können sie Ausbildungsprozesse beschleunigen oder Feinde einschüchtern. In der Infanterie kommen die Maigadi hinzu, die sich durch starke Reichweiten auszeichnen und nur durch die Ressource „Einfluss“ ausgebildet werden können. Die Fulani-Bogenschützen sind besonders effektiv gegen schwere Infanterie und können Nahrung und Holz sammeln. Weitere Elemente und Einheiten sind ebenfalls bei beiden Zivilisationen zu finden.
Die beiden Zivilisation ähneln sich im Grundaufbau, so sind die Gebäude in ihrer Funktionalität gleich oder nahezu gleich zugeschnitten und Kriegslager, Paläste, Viehmärkte, Getreidespeicher und indianische Botschaften können von beiden gebaut werden. Beide Kulturen beginnen Gefechte mit Rindern und einem Viehmarktwagen.

### DLC: Mexico Civilization
Mit dem 1. Dezember 2021 bringt dieses Produkt die gleichnamige mexikanische Zivilisation in das Hauptspiel. Die Mexikaner weisen eine neue Spielart der „Revolution“-Mechanik auf, die es auch bei einigen anderen Kulturen gibt und fügt neue einzigartige Einheiten hinzu. Unter den Gebäuden sind es die Hacienda, und die Kathedrale. Die Hacienda ist eine große Erzeugerin von Kühen und eine Nahrungs- oder Goldgewinnungsanlage, in der bis zu 20 Dorfbewohner gleichzeitig sammeln können. Entsprechungen in anderen Völkern sind der Gutshof und die Mühle, die jeweils nur eine Ressource generieren können und maximal zehn sammelnde Dorfbewohner halten können. Die mexikanische Kathedrale bildet auf Wunsch den Padre und Spione aus und ermöglicht Weiterentwicklungen wie Día de muertos (Tag der Toten) oder die heilige Messe. Die Kathedrale ähnelt den Kirchen oder Klöstern aus anderen Völkern.
In einigen Aspekten ähnelt sich die Kultur der Mexikaner mit der der Vereinigten Staaten, dies wird bspw. durch den Zeitalteraufstieg mit Auswahl aus jeweils einem der fünf föderalen Staaten und neben einer Lieferung und neuen Lieferkarten deutlich.
Die mexikanische Kultur erlaubt unter anderem das Ausbilden von Soldados, einer starken und teuren Infanterieeinheit, die ähnlich wie der Grenadier Gebäude mit Sprengsätzen angreifen kann. Im Bereich der Kavallerie existieren die sogenannten Chinacos, die dank ihrer Lanzen eine größere Angriffsreichweite als andere reitenden Einheiten haben.
Die historische Schlacht Grito de Dolores ist ebenfalls im DLC dabei; sofern man die Vereinigten Staaten als Kultur zusätzlich erwarb, gibt es die Schlacht Schlacht von Queenston Heights dazu.

### DLC: Knights of the Mediterranean
Am 26. Mai 2022 erschien ein weiterer DLC, welcher die Italiener und die Malteser ins Spiel bringt. Neben den neuen Kulturen, die auch neue Gebäudedesigns mitbringen, werden acht neue Zufallskarten (engl. random map scripts) hinzugefügt, die in der Menschheitsgeschichte eine Rolle spielten. Die Szenen sind unter anderem der Große Türkenkrieg, die Schwedische Sintflut, die napoleonischen Kriege und der achtzigjährige Krieg.

### Magnat-Modus
Zusammen mit dem DLC Knights of the Mediterranean wurde ein kostenloses Update veröffentlicht, der den Magnat-Modus (engl. Tycoon mode) bereitstellt. Im Gegensatz zu den anderen Spielmodi stellt dieser den Aufbau der eigenen Wirtschaft in den Fokus. Hierbei werden wirtschaftliche Aktionen und Handlungen schwerer gewichtet und das Militär eingeschränkt; so können Militäreinheiten im Spiel kontinuierlich an Lebenspunkten verlieren, sodass sie mit der Zeit leichter besiegbar sind. Je nach Einstellung gewinnt man hier, wenn man nach einer bestimmten Dauer die meisten Punkte hat, oder zuerst ein bestimmtes Punkteziel erreicht.

### Spielbare Völker
Folgende Völker sind in Age of Empires III: Definitive Edition nach Kauf aller DLC's verfügbar:
| Flagge | Volk               | Herrscher                    | Heimatstadt      | Bemerkung  |
| ------ | ------------------ | ---------------------------- | ---------------- | ---------- |
|        | Äthiopier          | Tewodros                     | Gonder           | [ Anm. 1 ] |
|        | Azteken (Mexica)   | Cuauhtémoc                   | Tenochtitlan     |            |
|        | Briten             | Königin Elisabeth            | London           |            |
|        | Chinesen           | Der Kangxi-Kaiser            | Peking           |            |
|        | Deutsche           | Friedrich der Große          | Berlin           |            |
|        | Franzosen          | Napoleon Bonaparte           | Paris            |            |
|        | Haudenosaunee      | Hiawatha                     | Caughnawaga      | [ Anm. 2 ] |
|        | Hausa              | Königin Amina                | Kano             | [ Anm. 1 ] |
|        | Holländer          | Moritz von Oranien           | Amsterdam        |            |
|        | Italiener          | Giuseppe Garibaldi           | Venedig          | [ Anm. 3 ] |
|        | Malteser           | Jean Parisot                 | Valletta         | [ Anm. 3 ] |
|        | Mexikaner          | Padre Miguel                 | Mexico City      | [ Anm. 4 ] |
|        | Inder              | Akbar der Große              | Delhi            |            |
|        | Inka               | Huayna Cápac                 | Cusco            | [ Anm. 5 ] |
|        | Japaner            | Shogun Tokugawa Ieyasu       | Edo              |            |
|        | Lakota             | Gall                         | Großer Rat       | [ Anm. 6 ] |
|        | Osmanen            | Süleyman der Prächtige       | Istanbul         |            |
|        | Portugiesen        | Prinz Heinrich der Seefahrer | Lissabon         |            |
|        | Russen             | Iwan der Schreckliche        | Sankt Petersburg |            |
|        | Schweden           | Gustav II. Adolf             | Stockholm        | [ Anm. 5 ] |
|        | Spanier            | Königin Isabella             | Sevilla          |            |
|        | Vereinigte Staaten | George Washington            | Washington, D.C. | [ Anm. 7 ] |

Anmerkungen
1. 1 2  Neu ab DLC „The African Royals“
2. ↑  vor der Definitive Edition: Irokesen
3. 1 2  Neu ab DLC „Knights of the Mediterranean“
4. ↑  Neu ab DLC „Mexico Civilization“
5. 1 2  Neu in der Definitive Edition
6. ↑  vor der Definitive Edition: Sioux
7. ↑  Neu ab DLC „United States Civilization“